# しろばんば
『しろばんば』は、井上靖の自伝的長編小説である。『主婦の友』に1960年（昭和35年）から連載された。その後、続編として『続しろばんば』が連載された。双方とも中央公論社から単行本として刊行され、後に前者を前編、後者を後編とし、改めて『しろばんば』として新潮社より文庫本として刊行されている。『夏草冬濤』『北の海』へ続く自伝小説、私小説3部作の1作目にあたる。
題名の「しろばんば」とは雪虫のこと。本作品の舞台であり、作者自身が幼少時代を過ごした静岡県の伊豆半島中央部の山村・湯ヶ島では、秋の夕暮れ時になればこの虫が飛び回る光景が見られた。

## 解説
分類としては自叙伝的作品の部類に属し、さらに続編として『夏草冬濤』（主に旧制中学校時代）、『北の海』（旧制高等学校受験、浪人以後）と続く。なお、同様に井上靖自身の成長過程をモデルとした小説に『あすなろ物語』があり、あすなろ物語第一編「深い深い雪の中で」が「しろばんば」と時期的に重なる。両作品には主人公が「曽祖父の妾」と同居している等、共通点 もある。しかし、井上本人は「あすなろ物語は創作で、しろばんばは自叙伝的小説」と述べている（『あすなろ物語』の第二編「寒月がかかれば」が時期的に『夏草冬濤』と重なる）。
本作品の時代背景は大正初期で、前編は、主に主人公・洪作と母方の叔母・さき子や義理の曽祖父の妾・おぬい婆さんとの触れ合い、後編は主に転校生・あき子との初恋、そしておぬい婆さんの死が描かれている。さらに沼津の商家「かみき」の蘭子や三島の伯母など、数多くの親戚が登場する（特に後編）のも特徴である（例示した両者は『夏草冬濤』の前半で登場する）。このように、多くの親戚との触れ合いの中で井上靖の豊かな人格が形成されたことがうかがえる。
内容が主人公・洪作が小学校2年生から3年生（前編）、 5年生から6年生（後編）と少年の自我の芽生えから思春期を描いたものゆえ、小学校の課題図書に指定される場合が多い。しかし内容は奥深く、大学の研究論文対象になるなど、小学生のみならず大人の読み物としても耐えうるものである。

## あらすじ

### 前編
大正時代の初期、伊豆半島中央部の山村・湯ヶ島。秋の夕方ともなれば、どこからともなく雪虫が飛んでくる。野遊びから帰りぎわの子供たちは「しろばんば、しろばんば」と囃しながら、雪虫を木の枝で捕まえてはしゃぐのだった。
そんな子供たちの一人である洪作は、実の両親が健在ながら義理の曾祖父・辰之助の妾・おぬい婆さんと２人で暮らしている。この奇妙な生活は、洪作が5歳の頃に始まる。当時、洪作の母・七重は第2子を妊娠中で、忙しさのあまり一時のつもりで洪作をおぬい婆さんに預けた。「庇護者をなくした妾」という極めて不安定な立場にあったおぬいは、自身の立場を確立する目的から洪作を手放そうとせず、やがて洪作自身も母よりおぬいに懐いた。結局、洪作は軍医として任地を転々とする父母と別れ、伊豆山中にある両親の故郷・伊豆の湯ヶ島で少年時代を送ることになった。近隣に住む洪作の母方の祖父母や年少の叔父、叔母、さらに今だ健在だった曽祖父の本妻らはおぬいを「腹黒い女」と非難し、洪作に対しては「かわいそうに、ろくでもない者の人質になって」と憐れみと皮肉を取り混ぜた受け答えをする。しかし、洪作はおぬいに愛され、洪作もまたおぬいを慕っていた。
洪作が尋常小学校2年に進級した年、母の妹で沼津の女学校を卒業したばかりのさき子が、洪作の通う小学校に教員として着任する。それまでさき子を良い遊び相手として慕っていた子供たちは、一種の「壁」を感じ始める。やがて一学期最後の成績表授与の日。おぬい婆さんは洪作に正装として袴を履かせる。袴姿で登校した洪作は上級生から「生意気」だと暴行を受けるが、抵抗できない。そこへ別の集落の少年・光一も袴を穿いて現れた。やはり生意気だとして暴行を受ける光一だが、砂や石を投げつけるなどして果敢に抵抗する。さらに成績表授与の場で光一の成績が首席と知り、正義感でも成績でも光一にかなわないと、洪作は劣等感を覚えた。
夏休みに入り、洪作はおぬい婆さんと共に父・捷作の現在の任地・豊橋に向かう。街の生活のはなやかさに惑わされて迷子になるなど事件を起こす一方、やはり町の子供と山育ちの自身を引き比べ、多少の劣等感を覚える。元来は気の合わないおぬい婆さんと母・七重が一つ屋根の下で暮らす生活の中、多少の諍いを交えつつも、洪作がこれまで通りおぬい婆さんの元で暮らすことが取り決められ、2人は土産物を整えて湯ヶ島に戻る。
2学期が始まって洪作の嫌なことは、さき子が教職仲間の中川基と恋愛関係にあるという噂が村内に立ち始めたことである。やがてさき子は妊娠し、村内はさき子や中川を当てこする噂で持ち切りとなった。中川は責任を取る形で伊豆半島西海岸へ転勤していく。人気者の教師だった中川の転勤は、子供たちの心に少なからぬ動揺を来した。年が明けて間もなくさき子は男児を出産した。
洪作が3年に進級して間もなく、近隣の村落の少年・正吉が神隠しに遭遇する。数日後に正吉が発見された折、彼の様子を見に行こうとした洪作は自身が神隠しに遭遇してしまう。それから一月後、義理の曽祖父・辰之助の本妻だったおしな婆さんが老衰で死去する。妾として、おしなから辰之助を奪った形となるおぬい婆さんは、自身に集まる非難の視線を感じつつ本家の台所で立ち働く。洪作は、そんな彼女の胸中を思いやる。
5月下旬。さき子と共に共同浴場に行った洪作は、彼女が見違えるほど痩せ衰えていることに驚く。ほどなくさき子が肺病に罹患したとの噂が立つ。さき子は教職を辞して実家に引きこもるが、洪作はさき子に会いたい余り実家を訪ねる。そして病気の伝染を恐れて入室を拒むさき子と襖越しに会話することで、一種の甘美な思いを抱くのであった。
6月。洪作はおぬい婆さんと共に、沼津で指折りの豪商「かみき」の家を訪れる。夫人の計らいで海岸に連れていかれ、初めて体験する潮騒に興奮するものの、その帰り道で買い食いした蜜柑水やところてんで食中毒を起こし、寝込んでしまう。病床から、洪作は伊豆の山村では想像もつかない、商家の贅沢ながらも退廃的な暮らしを垣間見ることになる。
ほどなく、病状の悪化したさき子は人目を忍んで夫や子どもの待つ伊豆半島西海岸に転地していく。さき子と犬猿の仲だったおぬい婆さんも、さすがにさき子を思い遣る。しかし夏休みが始まって間もなく、さき子の訃報が届く。祖母・たねやおぬい婆さんが泣き崩れて初めて、洪作はさき子の死を事実として悟った。
さき子の葬式のために一族の大半が西海岸に向かう中、留守を任された洪作は遊び仲間と天城峠のトンネル見物を思い立つ。総勢20人あまりの一団を先導するのは洪作だが、やはりさき子の死で動揺を隠しきれない。その思いを振り払うべく、後方へ「がんばれ！」と怒鳴るのだった。

### 後編
洪作が尋常小学校5年生に進級した秋、近隣にある「帝室林野管理局天城出張所」に新たな所長が赴任して来る。所長には2人の子がおり、それぞれ洪作の通う小学校に転入した。その子供たち・あき子と公一は村の悪童らから「あき子のアの字はアンポンタンのアの字」「公一のコの字は小芋のコの字」と囃し立てられるが、洪作のみは囃し声に胸を痛めると同時に、姉のあき子に淡い恋愛感情を抱く。一方でおぬい婆さんは年々老衰が進み、洪作も次第にそれを悟るようになる。そんなある日、おぬい婆さんは故郷である伊豆半島南端・下田の町へ一泊の旅に出る。彼女に付き添った洪作は、妾として故郷を捨てざるを得なかったおぬい婆さんの胸中を思う。
12月、子どもたちの間では登校前のランニングが流行っていた。そんな折、女子を率いて先頭を走るあき子が、悪童が仕掛けた落とし穴に嵌る事件が勃発する。これを目撃した洪作は怒りのあまり、落とし穴を仕掛けた張本人を組み伏せ、石で殴り倒す。しかし、洪作はこの事件が原因であき子から距離を置かれてしまう。
年が明けて間もなく、村には新たな交通手段としてバスが導入される。仕事を奪われる形となる馬車引きが小学校の用務員と喧嘩するのを見かけた洪作は、落ち目になって消えるものの運命を悟る。
春休み、数年ぶりで沼津のかみきの家を訪れた洪作は、かみきの姉妹・蘭子とれい子の派手な喧嘩に圧倒されるものの、その後で千本松原を歩む道中、蘭子から石川啄木の恋の歌を教えられる。都会的な蘭子に引き比べて、自分ら湯ヶ島の子どもは田舎じみている。そんな思いで村に帰り、共同浴場を訪ねた洪作はうっかり女生徒の入浴に鉢合わせしてしまい、激しくののしられる。もう女の子と気安く遊べる歳ではないと、悟らざるを得ない洪作だった。
6年に進級した洪作は、中学受験に備えて本格的な勉強を始める。田舎の小学校ながら首席を貫く洪作の家庭教師として、都会出身の教師・犬飼があてがわれる。犬飼は洪作の成績を見るなり、「遅れている」と吐きすてる。洪作は「克己」の言葉を胸に、6時間睡眠で勉強に勤しむのだった。一方、犬飼自身も上級進級試験のために勉強を重ねていたが、過労から神経衰弱を併発し、新学期になって間もなく自殺騒ぎを起こす。
9月の終わりごろからおぬい婆さんは床に寝付くようになり、認知症の症状も現れはじめる。一方で洪作は父の新たな任地であり、受験先の中学校がある浜松への転居が決まる。いずれ村に一人残されることとなるおぬい婆さんは、会う人ごとに弱音を吐く一方、性格は温厚になっていった。湯ヶ島最後の正月を、洪作はおぬい婆さんや母・七重と共に迎える。犬猿の仲だった七重から差し出される雑煮餅を、おぬい婆さんは感謝しつつ口に運ぶ。
三が日が済んで間もなく、おぬい婆さんはジフテリアに感染し、洪作も高熱に倒れる。2日間高熱に浮かされ、熱が下がりかけた3日目におぬい婆さんの死を知らされた。熱が下がらず葬式からも遠ざけられた洪作は、おぬい婆さんの死に騒ぎを他人事のように見守っていく。
おぬい婆さんと小学校時代を過ごした土蔵を整理した洪作は、七重に伴われ浜松へと旅立つ。あき子から別れの言葉と餞別を手向けられ、同級生たちに見送られた洪作はバスに乗りこむ。バスの終点・大仁の町に降り立てば、みすぼらしい楽団が音楽を奏でている。旋律は実に侘しい。洪作は、侘しいものを侘しいと感じ取れる年齢に成長していた。

## 登場人物
伊上洪作
本作品の主人公。伊豆湯ヶ島で代々続く医家・伊上（いがみ）家の生まれで、実の両親は健在だが「義理の曽祖父の妾」だったおぬい婆さんと2人、伊豆の山村で暮らしている。成績優秀で、小学校ではほぼ首席を通すものの、都会の少年少女に対しては「田舎者」として一種のコンプレックスを抱いている。さらにおぬい婆さんと本家の人々とのいさかいを客観的に眺めることで、幼年ながら一種の感受性を研ぎ澄ましていくことになる。愛称は「洪ちゃ」「お裏の坊」。モデルは、井上靖本人。
おぬい婆さん
洪作の義理の曽祖父、伊上辰之助の妾。戸籍の上では、洪作の実母・七重の養母。伊豆半島南端、下田に生まれ、長じて芸者勤めをしていた折に辰之助に落籍される。中年以降、故郷の伊豆湯ヶ島に戻り田舎医師として忙しく暮らす辰之助に尽し、やがて本家よりも大きな家屋敷を手に入れ、辰之助の死後もそのまま村に居着く。本家におけるおぬいの評判は極めて悪く、彼女自身の性格の激しさもあって他の村人からも白眼視されている。しかし、洪作に対しては無償の愛を注ぎ、洪作もまたおぬいを慕っている。得意料理はライスカレー。作品後半では徐々に老衰が目立ち、洪作の浜松転居直前にジフテリアで他界。モデルは、靖の曽祖父の妾だった井上かの。
伊上辰之助
洪作の義理の曽祖父（故人）。伊豆一円では名医として評判だったが、40代半ばで公職を投げ打ち、郷里の湯ヶ島に隠棲して田舎医者として余生を送る。本妻・しな、妾・ぬいのいずれの間にも子が生まれなかったため、兄の息子・文太を養子として実家を継がせる。後に文太の長女・七重に婿を迎えて分家させた上、おぬいを七重の戸籍上の養母とすることでおぬいの余生を安泰とした。おぬいへの破格ともいえる優遇が、作中の人物らに影を落とすことになる。55歳で死去。

### 上の家の人達
洪作の母方の実家。洪作やおぬい婆さんが住む土蔵の近隣に位置する。
おしな婆さん
洪作の義理の曾祖母。沼津の家老の娘で、全く生活力の無い女性。辰之助との婚礼の折、嫁入り道具として朱塗りの風呂桶と薙刀を持ちこんだエピソードが、長らく村人の語り草になる。後におぬいを妾として迎えた辰之助とは別居状態となり、おぬいの下で暮らす洪作にも偏見を持つようになる。洪作が小学校3年生の春、80歳過ぎで他界。
伊上文太
洪作の母方の祖父。辰之助とおしな婆さんの甥だが、元々2人に実子がいなかったため養子となった。酒好きで、豆腐を肴にしては年中飲んでいるため酒焼けで顔色が赤い。さらに気難しいため、作中ではたびたびおぬい婆さんと派手な喧嘩をする。洪作はこの祖父に認められていないことを常々不満に思っていたが、浜松に転居する折の別れで、初めて肉親として親愛の情を抱く。
伊上たね
洪作の母方の祖母。受難者的な性格で、家庭内や村内でもめごとが発生した折は自分が悪者になっても事を鎮めようとする。おぬい婆さんとの関係も、割合良好である。
伊上大一
文太の長男。アメリカ在住。作品では名前のみの登場。
伊上大二
文太の二男。満州在住。
伊上大三
文太の三男。東京の旧制中学校に通学。
伊上さき子
文太の三女で、洪作や村の子どもたちの憧れの存在。芯が強い性格のため、おぬい婆さんとは犬猿の仲である。沼津の女学校に通学していたが、卒業後に教師として洪作の小学校に着任する。やがて同僚教師の中川基と恋愛関係に陥り、妊娠。名家の娘の妊娠は、封建的な村では悪評として広まる。後に出産するも、間もなく肺結核で死去。モデルは井上靖の母方の叔母である井上まち。井上は「幼き日のこと」で、上の家にいるさき子（まち）を「はき溜めに鶴が降りたよう」と記している。
伊上大五
文太の五男。洪作より3歳年長。
伊上みつ
文太の末娘。洪作にとっては「同年の叔母」になる。

### 石守家
狩野川下流、門ノ原集落にある、洪作の父方の実家。
石守林太郎
洪作の父方の祖父。若い頃からシイタケ栽培の改良に着手し、一時期はシイタケ栽培の伝習所を経営していた。70歳を過ぎた現在（洪作の少年時代）では天城山中に籠り、村の青年とともに研究に没頭している。洪作は5年生の折に従兄弟の唐平と共に林太郎の研究所を訪ね、椎茸飯をごちそうされるとともに、祖父の研究成果や人生観を聞かされ、感銘を受ける。
石守森之進
林太郎の長男で洪作の伯父であり、洪作が通う小学校の校長でもある。痩せて背が高い。気難しい変人として知られ、洪作も森之進に対しては苦手意識を抱く。
石守の伯母
作中では、明確な名は記されていない。口にお歯黒をしている。皮肉な性格で、夫同様に変人として知られる。
石守唐平
森之進の二男で洪作の従兄弟。洪作との関係は良好ではなかったが、一緒に林太郎を訪ねたことが縁で多少は打ち解ける。

### 豊橋
大正時代、第15師団が所在した。軍医として任地を転々とする洪作の父の、作中での赴任地である。
伊上捷作
洪作の父で、石守家の二男。洪作の母に婿入りして伊上の姓を受け継ぐ。他の石守一族同様、不愛想な性格である。
伊上七重
文太の長女、洪作の母。潔癖症で生真面目な性格。第二子・小夜子を妊娠した折、一時的のつもりで洪作をおぬい婆さんに預けたところ、洪作を「人質」に取られる形となる。以降、洪作の「奪還」を図って度々おぬい婆さんと意見を戦わせるものの、結局は洪作を懐かせたおぬい婆さんに押し切られてしまう。その悔しさで、洪作にきつく当たることもあった。物語後編で第三子を妊娠し、おぬい婆さんが衰えるにつれ、関係は次第に修復していく。モデルは井上靖の実母・八重。
伊上小夜子
洪作の妹。

### 学校
洪作が通う小学校の級友や、教員関係者。
幸夫
雑貨屋の息子で、洪作の1学年下で、遊び仲間。腕白で子供っぽい。洪作が神隠しに遭遇した折はその原因を作る形となり、周囲の大人から厳しく叱責される。
亀雄
「さどや」という農家の息子。洪作の1学年下。成長と共に体格が良くなり、山仕事などを一人前にこなせることを自慢する。
芳衛
造り酒屋の息子。洪作と同学年。勉強にも運動にも優れず、周囲からは「ぐず」と陰口を叩かれている。しかし洪作が浜松へ発つ別れの場面で酒造業への将来的展望を語り、洪作を圧倒させる。
平一
駄菓子屋の息子で、洪作の遊び仲間。遊びでは斥候の役を務める事が多く、たびたびトラブルに巻き込まれる。
光一
洪作の同級生。口数が少なく目立たない存在だが、上級生から受けた暴行には果敢に対抗する。さらに2年生1学期の成績で光一に負けた洪作は、彼に一種の劣等感を抱くことになる。
あき子
洪作が小学校5年の折、村に転勤して来た「帝室林野管理局天城出張所」の新任所長の娘。色白で都会的な雰囲気を有している。弟とともに小学校に転校したあと、村の悪童らは彼女を囃したてていじめるが、洪作のみは淡い恋心を抱く。しかしあき子は洪作の不器用な恋愛表現を受け入れず、そのまま疎遠な形として終わる。学校の成績はあまり良くなく、沼津の女学校を受験するも不合格。作品終盤で浜松に発つ洪作に餞別の品を渡し、「東京の女学校を受けると思います」と告げる。
中川基
洪作が通う小学校の代用教員で、当時28歳。「教師」が畏怖される時代にありながら、気さくな中川は子どもたちの人気者だった。教員仲間のさき子と恋愛関係に陥り、村の子どもたちから「さき子と基は怪しいぞ」と囃し立てられる。やがてさき子を妊娠させ、責任を取る形で西海岸の小学校へと転勤する。
犬飼
洪作の6年生時に都会から転勤して来た、長身で色白の若い教師。周囲を見下した態度を取る事から、教員仲間や村人から敬遠されている。中学受験を控えた洪作を指導し、自身も上級昇進試験の勉学を重ねる中で神経衰弱を併発、浄蓮の滝への入水自殺騒ぎを起こす。

### かみき
沼津の町の豪商。洪作の遠縁に当たる。
かみきの小父さん
芸妓に入れあげる遊び人。2人の娘のうち、年長の蘭子のみを可愛がる。
かみきの小母さん
金持ちらしく、上品で余裕のある態度を絶やさない女性。反面、経済的観念には乏しい。
蘭子
かみきの家の長女。「おませ」として、親戚での評判は悪い。遊びに来た洪作に見下した態度を取るものの、洪作は蘭子の都会的な雰囲気に引かれる。
れい子
かみきの家の次女。両親や姉が揃って色白なのに比して、彼女のみが色黒。他の親戚からは「よそで出来た子どもかもしれない」と、陰口を叩かれている。姉との仲は悪く、激しい喧嘩を繰り返す。

## 映像化

### 映画
1962年、日活により映画化されている。
- 監督：滝沢英輔
- 脚本:木下恵介
- 音楽：斎藤高順
- キャスト
  - 伊上洪作：島村徹
  - 伊上さき子：芦川いづみ
  - おぬい婆ちゃ：北林谷栄
  - 母：渡辺美佐子
  - 父：芦田伸介
  - 先生：宇野重吉

### テレビドラマ

#### 1964年版（東京12チャンネル）
1964年4月18日から同年7月11日まで、開局して間もない東京12チャンネル（現：テレビ東京）でテレビドラマ化されている。放送時間は毎週土曜19:30 - 20:00（JST）。なお毎日放送では終了して3ヶ月後の1964年10月より、『奥様ゴールデン劇場』（木・金13:00 - 13:30）で放送された。
- 脚本：大川久男
- 演出：小杉勇
- 出演：望月優子、菅井一郎、山本陽子、島村徹、賀原夏子

#### 1973年版（NHK少年ドラマシリーズ）
1973年11月5日から同年同月21日まで、NHK総合テレビの『少年ドラマシリーズ』（当時は月 - 水18:05 - 18:30）でテレビドラマ化されている。
- 脚本：田中澄江
- 演出：黛叶
- 音楽：川井学
- 出演：佐藤宏之、佐藤昭通、津島道子、梶三和子、榎本智恵子、西岡徳馬

## 備考
- 川端康成が伊豆を旅行したのが、1918年（大正7年）10月20日から11月7日であり、『しろばんば』後編の時期（洪作（井上）が小学5年生、川端康成は一高の2年生）に湯ヶ島を旅している。このように2人の文豪が偶然同じ時期に同じ場所に居合わせ、その内容を小説のモデルとしていることは珍しい。
  - 『伊豆の踊子』は、天城峠の入り口から始まっており、完全に同じ場所とは言い難いが、『しろばんば』では丁度その頃、洪作はおぬい婆さんと湯ヶ島から下田へ旅をしている。
- 『しろばんば』の本文中に、洪作少年が豊橋の洋菓子屋でゼリーを食べる場面がある。そこで「言葉でいくら説明しても、説明出来ないほどのおいしさ」と綴った日向夏入りのゼリーは、今日も豊橋の若松園本店で「黄色いゼリー」の名で販売されている[1]。